# لورينس تراشي
لورينس تراشي (مواليد ١٩ أيار ١٩٩٢) هو لاعب كرة قدم محترف ألباني يلعب في مركز الوسط لنادي فلامورتاري والمنتخب الوطني الألباني.

## المسيرة مع الأندية

### غرامشي
بدأ تراشي مسيرته مع فريق مدينته كي إف غرامشي، حيث تمت ترقيته للفريق الأول عام ٢٠٠٨ حين كان النادي في الدرجة الثانية الألبانية. في ذلك الموسم فاز غرامشي ببطولة القسم الشمالي ووصل إلى نهائي البطولة التي خسرها أمام كي إف ميمالياج.
في الموسم التالي تمت ترقية فريقه ولعب في الدرجة الأولى الألبانية، حيث شارك في ١٩ مباراة بالدوري وسجل هدفه الأول مع الفريق الأول، مساهماً في بقاء فريقه في الدرجة وتأمين المركز العاشر بارتياح.
في موسمه الثاني في الدرجة الأولى ساعد فريقه مجدداً على تجنب الهبوط، هذه المرة بفارق الأهداف، ولعب في ٢٠ مباراة دون تسجيل أي هدف. خلال موسم ٢٠١١-١٢ شارك في ٢٥ مباراة وسجل هدفين، مما ساعد الفريق على إنهاء الموسم في المركز الثامن من بين ١٦ فريقاً. في الموسم التالي، رغم الأداء الفردي الجيد لتراشي، واجه غرامشي صعوبات. في شباط ٢٠١٣ نال لقب "فخر المدينة" من بلدية غرامش بمناسبة الذكرى ٥٣ لتأسيسها تقديراً لمساهمته مع فريق المدينة.
في نيسان ٢٠١٣ وقع خلاف بينه وبين المدرب الرئيسي إدموند هيدا وتم استبعاده من الفريق بسبب ما وصفه الأخير بسلوك غير رياضي من تراشي، لكنه أعيد لاحقاً لمساعدة الفريق في معركة البقاء. أنهى موسم ٢٠١٢-١٣ بخمسة أهداف في ٢٥ مباراة، لكن فريقه هبط بعد احتلاله المركز قبل الأخير.

### كي إف لوشنا
بعد هبوط غرامشي من الدرجة الأولى الألبانية، سُمح لتراشي بمغادرة النادي والتوقيع مع فريق آخر، وانضم في نهاية المطاف إلى نادي كيه إس لوشنا الصاعد حديثاً إلى دوري السوبر الألباني قبل موسم ٢٠١٣-١٤. سجل هدفه الوحيد في أول مباراة له في دوري السوبر الألباني ضد إف كي كوكيسي، وحصل على لقب أفضل لاعب في المباراة. جاء هدفه في الدقيقة ٥٤ من تمريرة جنتيان تشيلا، حيث سددها تراشي بكرة طائرة بقدمه اليسرى في الشباك. سرعان ما أصبح لاعباً أساسياً، يلعب في كلا جانبي وسط الملعب، وبنى علاقة فعالة مع إرلند كورشي في الجهة المقابلة والمهاجم ميكل كانكا. هدفه التالي جاء في الفوز المميز ٢-٠ على بارتيزاني تيرانا، حيث افتتح التسجيل بجهد فردي بعد استلامه الكرة من وسط الملعب وتجاوز مدافعي بارتيزاني، ثم أحرز هدفاً قوياً بيسراه في الزاوية العليا اليسرى.
استمر لوشنا في المعاناة في الدوري رغم الأداء الرائع لتراشي وكانكا، حيث صنع الثنائي الهدف الافتتاحي في مباراة خارج ملعبه ضد فلامورتاري فلور بتاريخ ١٠ تشرين الثاني، حيث سجل تراشي الهدف الأول في الدقيقة ٥١، لكن فريقه خسر ٤-٣. بحلول فترة الانتقالات الشتوية، اعتبر اكتشاف الموسم في كرة القدم الألبانية، وجذب انتباه أندية أكبر بسبب مستواه الجيد وأربعة أهداف في النصف الأول من الموسم. عُرض عليه الانتقال إلى إف كي كوكيسي لكنه رفض مفضلاً البقاء مع لوشنا، وهو قرار لم يشاركه زميله في الوسط إرلند كورشي الذي انتقل منتصف الموسم إلى كي إف تيرانا. في معركة حاسمة للبقاء ضد بيليس بالليش في ٢٢ شباط، سجل تراشي هدفه الخامس من ركلة حرة بعد ١٣ دقيقة في الفوز ٢-٠. وسجل مجدداً في المباراة التالية ضد بيسا كافايه في الدقيقة ٨٣ لتعادل فريقه، مجدداً من ركلة حرة قوية. هبط لوشنا في النهاية بعد إنهاء الموسم في المركز الثاني من القاع، حيث خسر ١١ من آخر ١٢ مباراة، وتفصل بينه وبين منطقة الأمان ١٣ نقطة. لفت أداؤه الفردي الانتباه وتم اختياره في فريق الموسم لدوري السوبر الألباني، كما تم ترشيحه لجائزة أفضل موهبة شابة في الدوري.

## بارتيزاني تيرانا
بعد هبوط كي إف لوشنا من دوري السوبر، وقع تراشي عقداً لثلاث سنوات مع نادي بارتيزاني تيرانا في ٣١ أيار ٢٠١٤. في ٩ تشرين الثاني ٢٠١٥ مدد عقده لمواسم إضافية تبقيه في النادي حتى عام ٢٠١٨.

## القادسية
في ٢١ حزيران ٢٠٢٠، أعلن بارتيزاني تيرانا عبر بيان أن تراشي سينتقل من الموسم المقبل إلى نادي القادسية في الدوري الكويتي الممتاز.
المسيرة الدولية
بدأ تراشي مشاركاته الدولية عندما دعاه مدرب منتخب ألبانيا تحت ٢١ سنة سكندر جيغا لتجربة لمدة ثلاثة أيام في شباط ٢٠١٣ أثناء لعبه مع كي إف غرامشي. دخل كبديل في الشوط الثاني في مباراة ودية غير رسمية ضد نادي كي إف درنيكا من الدوري الكوسوفي، والتي خسرها منتخب ألبانيا تحت ٢١ بنتيجة ٢-٠.
تم استدعاؤه لأول مرة إلى المنتخب الوطني الألباني الأول في آذار ٢٠١٩ لمباريات ضد تركيا وأندورا، لكنه بقي على مقاعد البدلاء. قدم أول ظهور رسمي له في ١٤ تشرين الأول ٢٠١٩ في تصفيات بطولة أوروبا ٢٠٢٠ ضد مولدوفا، حيث بدأ المباراة وسجل الهدف الثالث في فوز خارج الأرض ٤-٠.

## الإنجازات

### غرامشي
- الدوري الألباني الثاني - الوصيف (1): 2008–09

بارتيزاني - بطل ألبانيا

### فردي
- فخر مدينة غرامش
- الموهبة الألبانية لهذا العام - المركز الثالث (1): 2013–14
- فريق الدوري الألباني لهذا العام

## روابط خارجية
- لورينس تراشي – سجل منافسات اليويفا